# Igor Matanović
Igor Matanović (* 31. März 2003 in Hamburg) ist ein kroatisch-deutscher Fußballspieler. Der Stürmer steht seit Juli 2025 beim SC Freiburg unter Vertrag und ist kroatischer A-Nationalspieler.

## Karriere

### Im Verein
Matanović wurde als Sohn kroatischer Eltern im Hamburger Stadtteil Heimfeld geboren. In Heimfeld spielte er bis 2010 für die Jugendmannschaften des Harburger TB, ehe er in das Nachwuchsleistungszentrum des FC St. Pauli wechselte. Am 27. November 2020 gab er sein Debüt bei den St.-Pauli-Profis in der 2. Bundesliga. Im Spiel gegen den VfL Osnabrück wurde er in der 87. Minute für Rico Benatelli eingewechselt. Das Heimspiel endete mit einer 0:1-Niederlage. Am 16. Januar 2021 sorgte er nach der Einwechslung mit dem entscheidenden 3:2 in der Nachspielzeit bei Hannover 96 für den ersten Auswärtssieg seit zwei Jahren und avancierte gemäß Transfermarkt.de mit 17 Jahren zum jüngsten Torschützen im Profiteam seines Clubs.
Ende August 2021 erwarb der Bundesligist Eintracht Frankfurt die Transferrechte an Matanović, der einen Vertrag bis zum 30. Juni 2026 unterschrieb und bis zum Ende der Saison 2022/23 auf Leihbasis beim FC St. Pauli verblieb. In den zwei folgenden Spielzeiten konnte sich Matanović nicht durchsetzen. Er kam jeweils auf 18 Einsätze (jeweils 6-mal in der Startelf), wobei er in der Saison 2021/22 zwei Tore durch einen Doppelpack am vorletzten Spieltag erzielte und in der Saison 2022/23 torlos blieb.
Zur Sommervorbereitung 2023 erfolgte schließlich der Wechsel zu Eintracht Frankfurt. Mitte August 2023 wurde er für eine Spielzeit an den Zweitligisten Karlsruher SC ausgeliehen. Während der Saison 2023/24 wurde Matanović erstmals in seiner Zweitligakarriere für seine Leistungen in die Elf des Tages vom Kicker-Sportmagazin aufgenommen, indem er im November 2023 mit zwei Scorerpunkten zum 3:0-Sieg seiner Mannschaft über den FC Schalke 04 führte. Im Januar 2024 erzielte der gebürtige Hamburger und Ex-St.-Paulianer in der 3. und 5. Spielminute gegen den Aufstiegsaspiranten Hamburger SV die schnellsten zwei Tore hintereinander eines Spielers der 2.-Bundesliga-Geschichte der letzten 41 Jahre, womit er auch zum Spieler des Spiels wurde und wofür erneut in die Elf des Tages aufgenommen wurde. In den folgenden fünf Ligaspielen erzielte Matanović vier weitere Tore. Mitte März 2024 verlängerte Matanović seinen Vertrag bei Eintracht Frankfurt bis zum 30. Juni 2029. Am Ende der Spielzeit wurde er mit insgesamt 14 Saisontoren der beste Torschütze der Karlsruher Mannschaft.
In der Saison 2024/25 kehrte er zu seiner Stammmannschaft Eintracht Frankfurt zurück und schaffte es dort in der Hinrunde zumeist in den Spieltagskader und kam zu Kurzeinsätzen nach Einwechselungen. Beim 4:2-Auswärtssieg gegen Holstein Kiel am 29. September 2024 (5. Spieltag) erzielte er für Frankfurt seinen ersten Treffer in der Bundesliga.
Im Juli 2025 wechselte er zum SC Freiburg.

### In der Nationalmannschaft
Matanović spielte 2017 zunächst für die kroatische U14-Nationalmannschaft. 2020 wechselte er zum DFB und war in den kommenden zwei Jahren für die deutsche U17-, U18- und U19-Nationalmannschaft aktiv.
Im Juni 2022 wechselte Matanović wieder zum kroatischen Fußballverband und debütierte unter Igor Bišćan im Rahmen der Qualifikation zur U21-Europameisterschaft 2023 in der kroatischen U21-Nationalmannschaft. Die Kroaten erreichten in ihrer Gruppe hinter Norwegen den 2. Platz und mussten daher in den Play-offs der Gruppenzweiten um einen Startplatz für die Endrunde gegen Dänemark antreten. Das Hinspiel, bei dem er nicht zum Einsatz kam, wurde mit 2:1 gewonnen. Im Rückspiel geriet man mit 0:2 in Rückstand. Matanović wurde im Laufe der zweiten Halbzeit eingewechselt und erzielte kurz vor dem Spielende den 1:2-Anschlusstreffer, womit sich die kroatische U21 in die Verlängerung rettete. Im Elfmeterschießen vergab der Stürmer seinen Versuch, jedoch die Kroaten entschieden das Elfmeterschießen für sich und qualifizierten sich für die Endrunde in Rumänien und Georgien. Für diese wurde der Stürmer nicht berücksichtigt.
Am 5. September 2024 debütierte Matanović für die kroatische Fußballnationalmannschaft, als er bei der 1:2-Niederlage im Nations-League-Spiel gegen Portugal in der 61. Spielminute von Trainer Zlatko Dalić für Martin Baturina eingewechselt wurde. Beim 2:1-Sieg gegen Schottland im Nations League-Spiel am 12. Oktober 2024 erzielte Matanović seinen ersten Länderspieltreffer.

## Bestleistungen
- Elf des Tages der 2. Fußball-Bundesliga (Kicker-Sportmagazin): 10., 19. Spieltag der Saison 2023/24